# Templeton-Est
Templeton-Est est une ancienne municipalité de canton de l'Outaouais, au Québec, ayant existé de 1886 à 1975.
Le territoire de cette municipalité est aujourd'hui compris dans la ville de Gatineau.

## Situation géographique
La municipalité du canton de Templeton-Est est située au sud de la région administrative de l'Outaouais, dans le sud-ouest du Québec. Avant la fusion municipale de 1975, elle est bordée par le village de Perkins au nord, par la municipalité de canton de Templeton-Ouest et la ville de Gatineau à l'ouest, par la municipalité de canton de Templeton-Est-Partie-Est à l'est et par la rivière des Outaouais au sud.

## Histoire

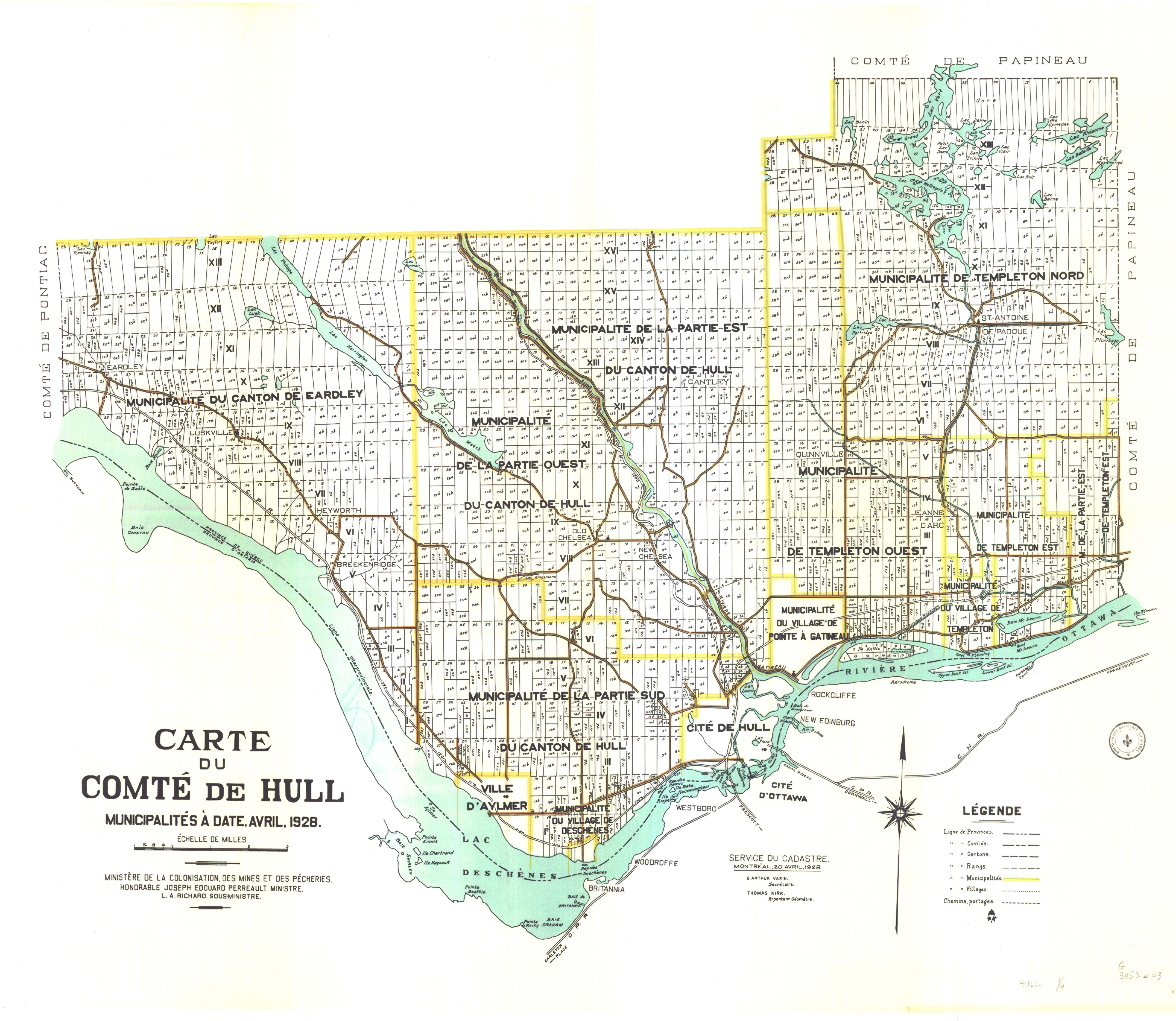
Carte du comté de Hull en 1928 dans sa portion méridionale.

En 1807, le canton de Templeton est créé et est concédé à Archibald McMillan.
En 1886, le canton de Templeton est divisé pour former les municipalités de canton de Templeton-Ouest et de Templeton-Est.
En 1975, les villes de Pointe-Gatineau, Gatineau et Touraine, le village de Templeton ainsi que les municipalités de canton de Templeton-Ouest, de Templeton-Est et de Templeton-Est-Partie-Est fusionnent pour former la ville de Gatineau.

## Politique et administration
| Nom                        | Période de fonction | Période de fonction |
| Nom                        | Début               | Fin                 |
| -------------------------- | ------------------- | ------------------- |
| Alexander McLaurin         | ?                   | 5 juillet 1886      |
| John McLaurin              | 2 août 1886         | 16 janvier 1888     |
| Archibald S. McLaurin      | 16 janvier 1888     | 4 mars 1889         |
| John McLaurin              | 4 mars 1889         | 5 mars 1894         |
| Fabien Campeau             | 5 mars 1894         | 6 mars 1899         |
| Nephtalie Beauchamp        | 6 mars 1899         | 19 février 1902     |
| Archibald S. McLaurin      | 19 février 1902     | 12 décembre 1904    |
| Nephtalie Beauchamp        | 20 février 1905     | 1er février 1908    |
| John Stewart               | 1er février 1908    | 12 février 1912     |
| Damase Madore              | 12 février 1912     | 20 janvier 1916     |
| John Stewart               | 20 janvier 1916     | 12 février 1917     |
| Damase Madore              | 12 février 1917     | 30 avril 1924       |
| Henri-Luc Madore           | 30 avril 1924       | 9 février 1925      |
| Charles H. Mitchell        | 9 février 1925      | 14 janvier 1929     |
| Paul-Émile Desjardins      | 14 janvier 1929     | 8 février 1937      |
| Allen Williams             | 8 février 1937      | 9 mai 1945          |
| Josephat Couture           | 9 mai 1945          | 7 mai 1963          |
| Robert Mongeon             | 21 mai 1963         | 4 mai 1965          |
| Josephat Couture           | 1er juin 1965       | 26 octobre 1969     |
| Gaëtan Quesnel             | 26 octobre 1969     | 4 novembre 1973     |
| Gaston Bigras              | 4 novembre 1973     | 1er janvier 1975    |
| Source : Ville de Gatineau |                     |                     |

## Évolution démographique
| 1921 | 1931 | 1941 | 1951 | 1956 | 1961 | 1966  | 1971  |
| ---- | ---- | ---- | ---- | ---- | ---- | ----- | ----- |
| 844  | 532  | 501  | 504  | 583  | 928  | 1 193 | 1 977 |